# 풍천

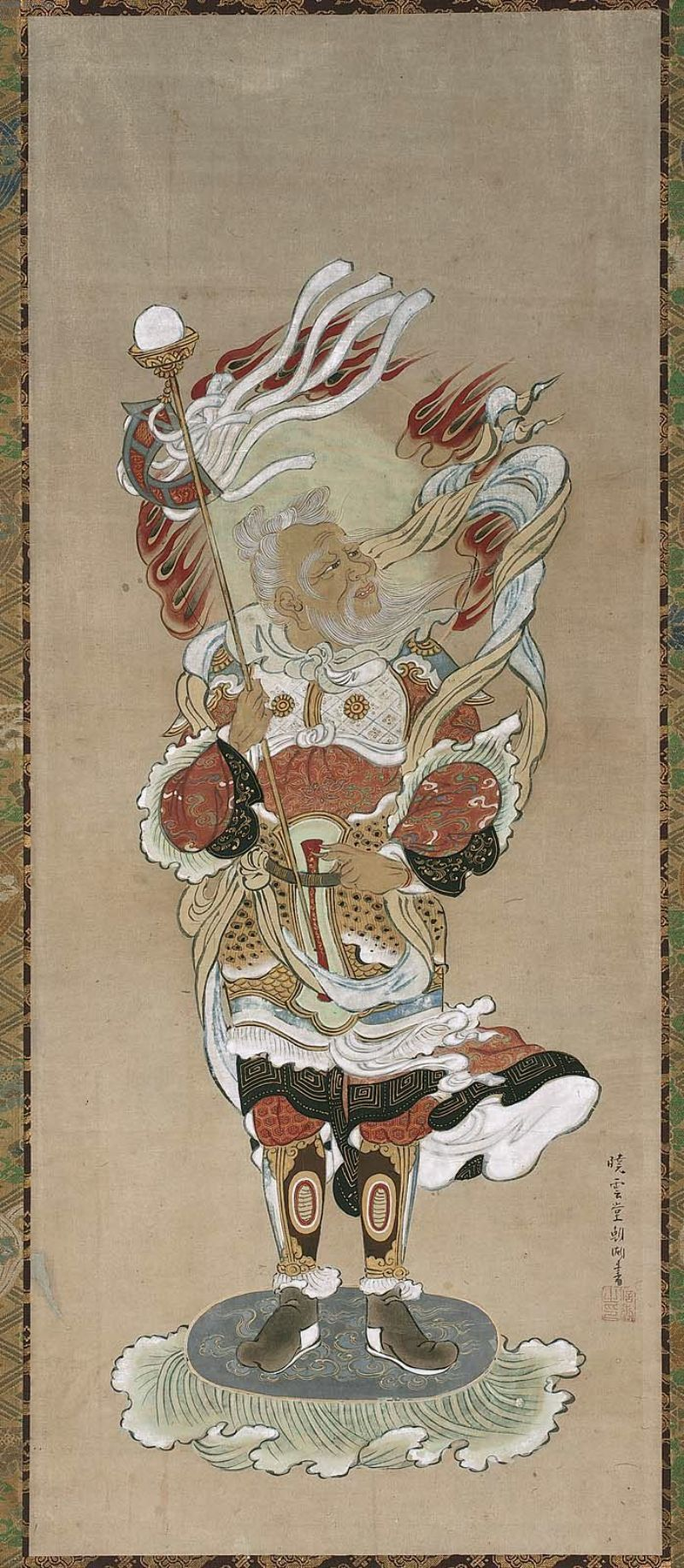
일본 풍천 그림

풍천(風天, 산스크리트어: वायु 바유)은 불교의 수호신인 천부 중 하나이다. 고대 인도의 신 바유가 불교에 편입된 것으로서 십이천에 포함된다.